# Teatro Comunale (Ferrara)
Teatro Comunale (od jara roku 2014 Teatro Claudio Abbado) ve Ferraře je operní divadlo v italském regionu Emilia-Romagna.
Bylo postaveno v letech 1786 až 1797 s kapacitou 990 míst. Architekty budovy byli Cosimo Morelli a Antonio Foschini a divadlo bylo otevřeno 2. září 1798 uvedením opery Gli Orazi e i Curiazi italského skladatele Domenica Cimarosy. Divadlo je také známé uvedením opery Ciro in Babilonia v březnu 1812, kterou složil Gioacchino Rossini ve věku 20 let.
Mezi lety 1825-1826 a v roce 1850 byly provedeny renovační práce, jež dotvořily dnešní budovu opery. V roce 1928 bylo přidáno orchestřiště. Během druhé světové války byla budova těžce poškozena bombardováním Spojenců a ačkoliv byla v poválečných letech v provozu, její uzavření nastalo roku 1956. Rekonstrukce divadla proběhla v 60. letech a také mezi lety 1987-1986.
Současné hlediště má pět podlaží s kapacitou 890 míst a na stropě je vyobrazení čtyř scén ze života Julia Caesara.
Dlouholetým dirigentem divadla byl Claudio Abbado. Na jeho počest bylo divadlo po jeho smrti 20. ledna 2014 přejmenováno na Teatro Claudio Abbado.

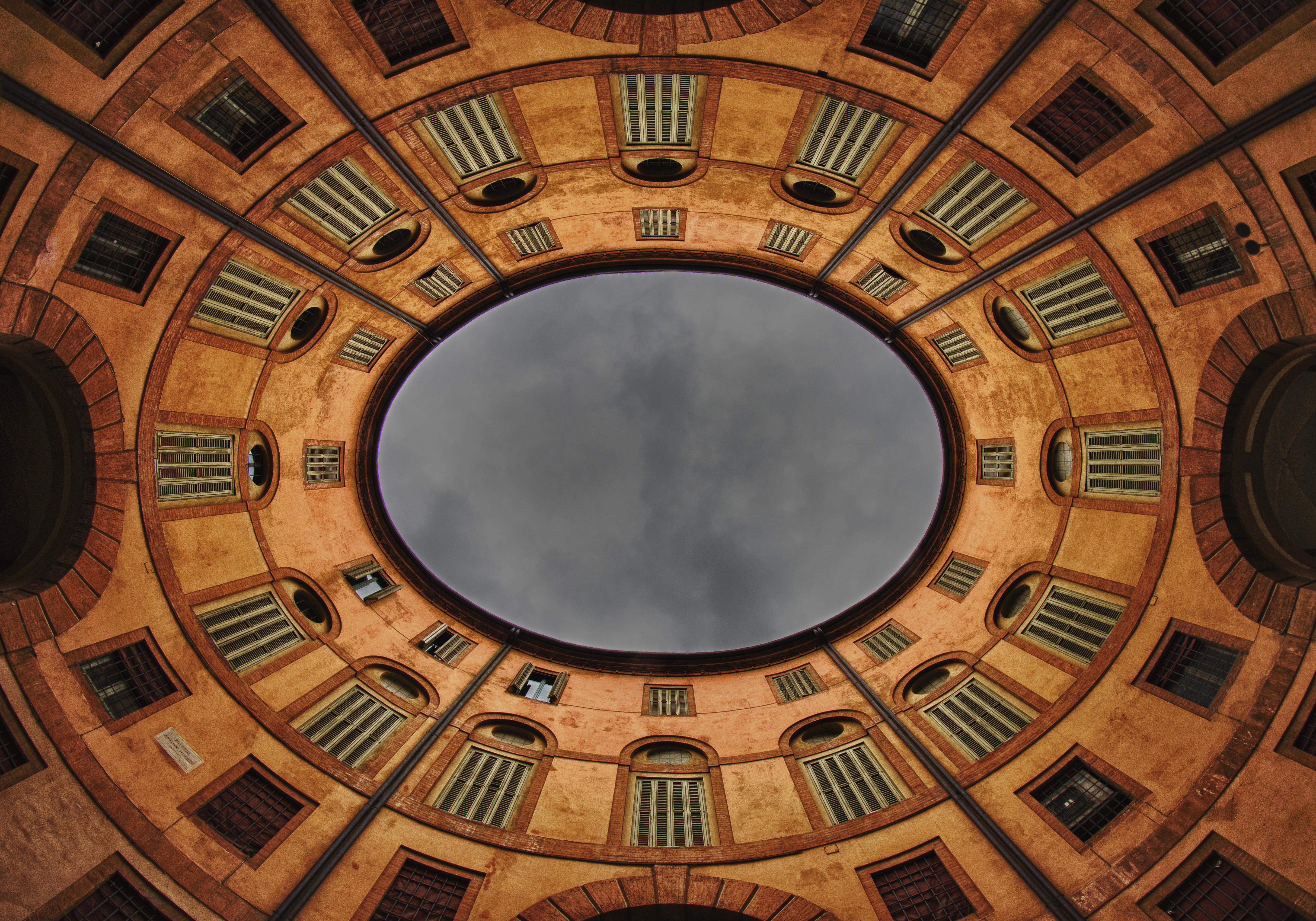
Teatro Comunale, rotunda Foschini neboli vnitřní dvorana budovy

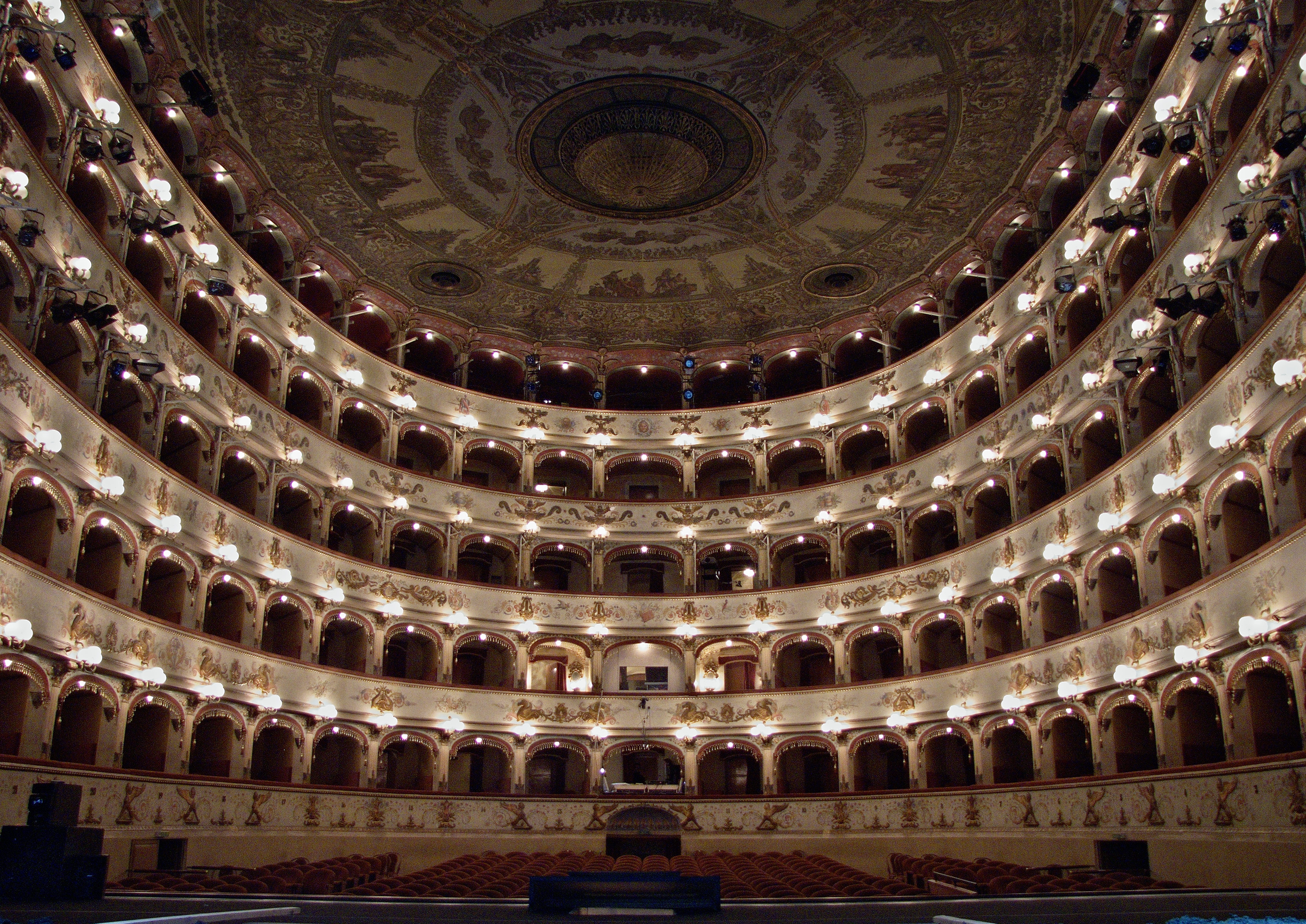
Teatro Comunale, hlediště